# On Record
On Record is een Amerikaanse dramafilm uit 1917 onder regie van Robert Z. Leonard. De film is wellicht zoekgeraakt.

## Verhaal
Helen Wayne wordt beschuldigd van een misdaad die ze niet heeft begaan. Op het politiebureau worden haar vingerafdrukken genomen. Na haar vrijlating wordt Helen verliefd op de briljante uitvinder Rand Calder. Zijn gehate tegenstander Frederick Manson krijgt de vingerafdrukken van Helen in handen. Hij wil ze gebruiken om Calder in opspraak te brengen. Helen moet voor de rechter verschijnen. Daar kan ze uiteindelijk haar naam zuiveren. 

## Rolverdeling
| Acteur             | Personage        |
| ------------------ | ---------------- |
| Mae Murray         | Helen Wayne      |
| Tom Forman         | Rand Calder      |
| Lucien Littlefield |                  |
| Henry A. Barrows   | Martin Ingleton  |
| Charles Ogle       | Frederick Manson |
| Louis Morrison     | Rechercheur Dunn |
| Bliss Chevalier    | Mevrouw Calder   |
| Gertrude Maitland  | Mary Ingleton    |